# Ekshärad

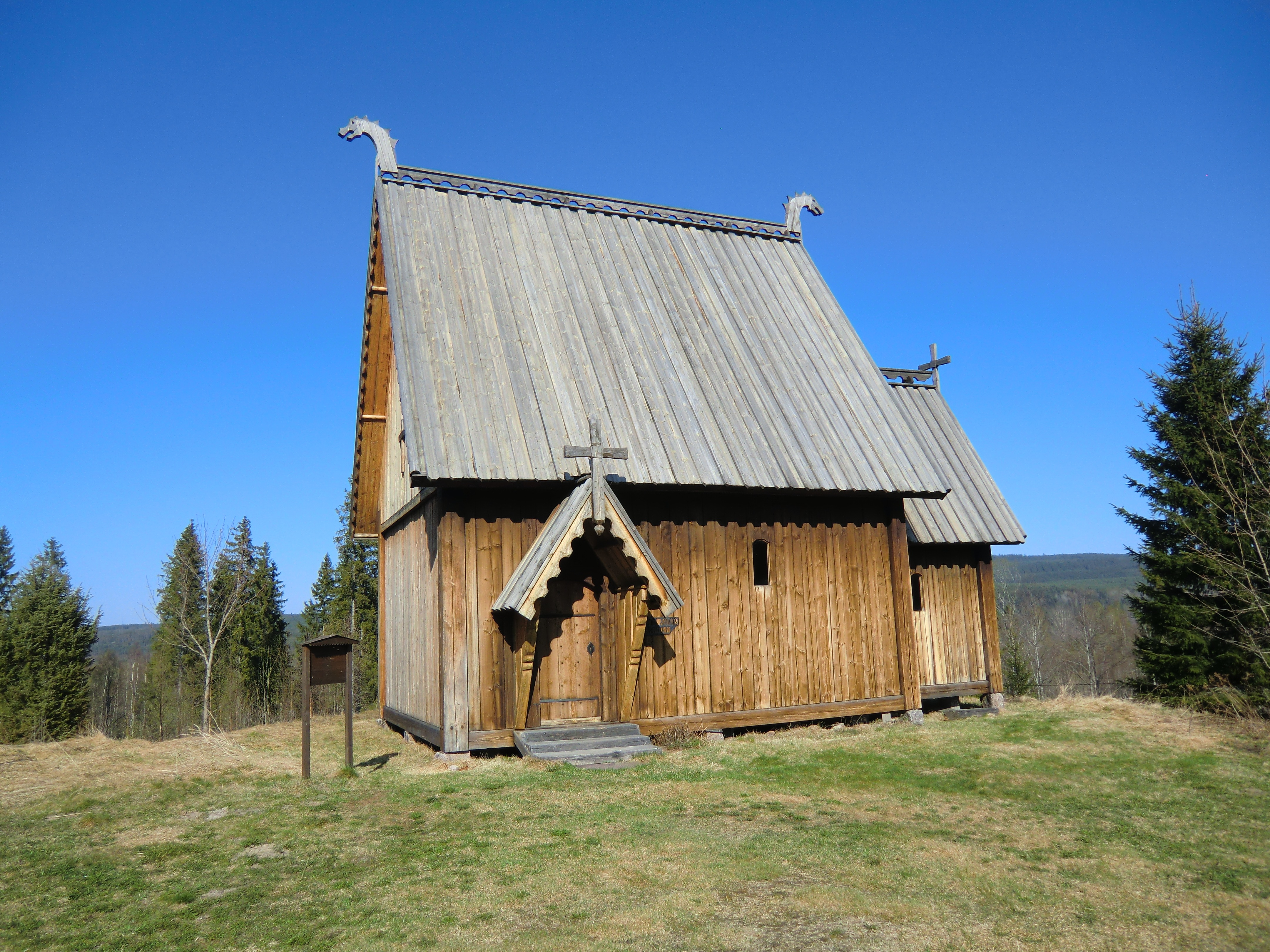
Kerk

Ekshärad is een dorp in de gemeente Hagfors in het landschap Värmland en de provincie Värmlands län in Zweden. De plaats heeft 1074 inwoners (2010) en een oppervlakte van 175 hectare. Het dorp ligt aan de rivier de Klarälven, waar ook een brug overheen gaat.
In het centrum van de plaats zijn onder andere een ICA, restaurants en een hembygdsgård te vinden. Ekshärad staat in Zweden bekend om zijn unieke dialect, het 'Ekshäring'.

## Toerisme
Even ten zuiden van Ekshärad, aan het meer Busjön, ligt het elandenpark Värmlands Moose Park. Dit is het enige park in zijn soort in Värmland. Aan de rand van het dorp ligt een klein skigebied genaamd Ekesberget, met één schotellift en drie afdalingen.
Ekshärad kent twee kerken. Een houten kerk uit de 17e eeuw en een replica van een oude staafkerk (stavkyrka).

## Verkeer en vervoer
De plaats ligt aan een kruising van wegen. Richting het noorden loopt de riksväg 62 richting Trysil, richting het zuiden voert deze weg naar Karlstad. Naar het westen kan men over de länsväg 239 naar Torsby, richting het zuidoosten loopt de secundaire länsväg 931 richting de hoofdstad van de gemeente Hagfors, Hagfors.

## Geboren in Ekshärad
- Carl Johan Bergman (1978), biatleet
- David Ekholm, biatleet